# Morgon

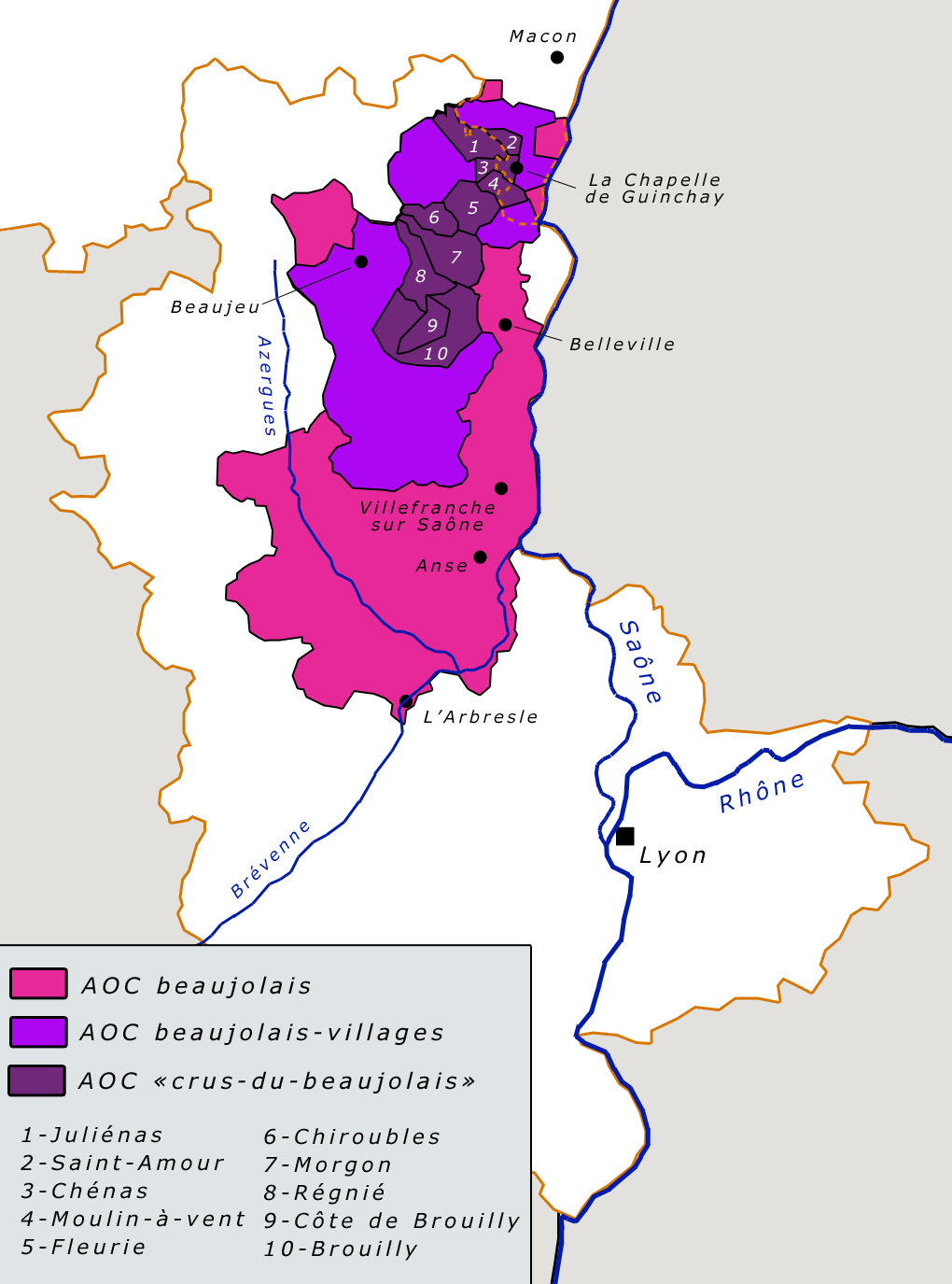
Übersichtskarte des Weinbaugebiets Beaujolais inklusive der zehn Crus

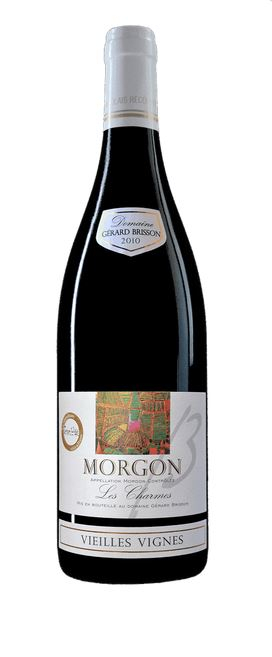
Morgon « vieilles-Vignes »

Das französische Weinbaugebiet Morgon ist eines der zehn Cru des Beaujolais. Das Gebiet erhielt am 11. September 1936 den Status einer Appellation d’Origine Contrôlée (kurz AOC). Die 1132 Hektar Rebfläche liegen auf dem Gemeinde-Gebiet von Villié-Morgon, einem Ort im Département Rhône.
Hier entstehen Rotweine aus der Rebsorte Gamay, die weitaus tiefgründiger und langlebiger als die meisten der Beaujolais-Crus sind. Die Weine werden mit der traditionellen Kohlensäure-Maischung bereitet. Diese Methode der Weinherstellung ist langsam und eignet sich nicht zur Herstellung von Beaujolais Nouveau, ergibt aber deutlich bessere Weine.
Nach längerer Lagerung ähnelt der Morgon einem leichten Burgunder, der aus der Rebsorte Pinot Noir gekeltert wird. Dieser Effekt wird morgonnieren (auf Französisch morgonner) genannt.
Die besten Weine der Appellation entstehen südlich von Villié-Morgon an der Hanglage Côte du Py, am 352 m hohen Mont du Py gelegen. Die Namen der anderen Lagen sind les Micouds, les Grands Cras, les Charmes, Corcelette und Douby.
Die Gemeinde hat im Château de Fontcrenne ein großes Empfangszentrum eingerichtet, in dem verschiedenste Weine der Region verkostet und gekauft werden können.
Die anderen Beaujolais-Cru-Weine sind Brouilly, Chénas, Chiroubles, Côte de Brouilly, Fleurie, Juliénas, Moulin à Vent, Régnié und Saint-Amour.